# 1906年フランスグランプリ
1906年フランスグランプリ (英: 1906 French Grand Prix) は、1906年6月26日から27日にかけてル・マン近郊の公道サーキットで開催された自動車レースの通称。開催当時のイベント名は、「1906年フランス自動車クラブ・グランプリ (仏: Grand Prix de l'Automobile Club de France 1906)」であった。
フランス自動車クラブの主催によって行われたこのレースは、歴史上初めて自動車レースとして「グランプリ (Grand Prix)」をイベント名に使用したことから、のちに「史上初のグランプリ」と呼ばれるようになった。レースの優勝者は、ルノーの車両に乗るハンガリー人フェレンク・シスだった。

## 背景

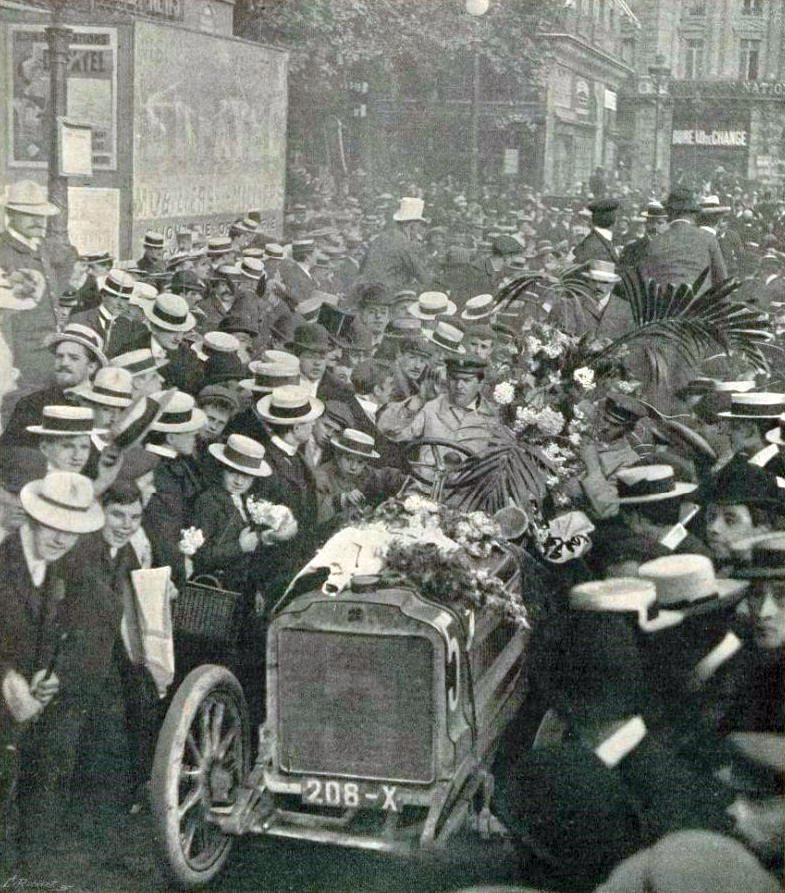
ドイツで開催された1904年のゴードン・ベネット・カップを制したレオン・テリーとリシャール＝ブラジエの車両を熱狂的に歓迎するパリ市民（1904年6月）

1906年フランスグランプリの源流にあったのは、1900年に初開催された「ゴードン・ベネット・カップ」と呼ばれる自動車レースだった。スポーツを通じた自動車産業の推進を目的に創設されたこのレースは、1903年以降ヨーロッパで非常に大きな注目を集める自動車レースとなっていた。閉鎖した公道をサーキットとして使用し、似通った設計の車両同士を競わせるというゴードン・ベネット・カップの競技フォーマットは、都市間を移動する形で行われ、参加車両の設計にも制限がなかった旧来の自動車レースのモデルを置き換えるものであった。レースは国別対抗戦として行われ、優勝国が翌年のレースを開催する権利を得ることになっていた。
ゴードン・ベネット・カップに出場できる車両は各国3台までとされており、そのためフランスの自動車メーカーは当時ヨーロッパで支配的な地位にあったにもかかわらず、自らの優位性を十分に発揮できなかった。フランスからレースに出場できる台数（3台）は、自動車メーカーが1社しか存在しないスイスのような国と等しかった一方で、メルセデスのような2カ国（ドイツとオーストリア）にまたがって自動車を生産するブランドは、合計で6台の車を出場させることができた。フランスの自動車団体である「フランス自動車クラブ (Automobile Club de France, ACF)」は、3台の出場車を決定するにあたって、ゴードン・ベネット・カップの前に自国のメーカー間で選考会を実施することを強いられていたが、1904年には29台ものフランス車が3台の出場枠を争う事態となっていた。
1904年のレースではフランスの自動車メーカーであるリシャール＝ブラジエの車両が優勝し、フランスが1905年のレース開催権を得た。フランスのメーカーはACFに対し、1905年にゴードン・ベネット・カップのフォーマットを変更し、国別の出場台数制限の存在しないイベントとの同時開催とすることを提案した。ACFはこれを受け入れたが、出場台数制限を廃する代わりに、各国の自動車産業の規模に応じた台数制限を導入することを決定した。ACFの案に従った場合、フランスは15台を出場させることが可能となる一方で、ドイツとイギリスは各6台、イタリア・スイス・ベルギー・オーストリア・アメリカは各3台の出場台数制限を課せられることになっていた。
ACFの提案はフランス以外の参加国からの猛反発を招き、ドイツの働きかけにより、提案を検討するための各国の自動車団体による会合が開かれることとなった。会合では1905年のレースにACF提案のフォーマットを採用することは却下され、妥協点として1906年のレースに新たな出場台数ルールを導入することが同意された。この1904年の会合は、国際自動車公認クラブ協会 (AIACR) の結成につながり、AIACRはその後国際自動車連盟 (FIA) へと発展した。
しかし、1905年のレースでリシャール＝ブラジエの車両がまたも優勝し、再びフランスが翌年のレース主催権を獲得すると、ACFはゴードン・ベネット・カップの開催を終了し、1906年からその代わりとなる新たなイベント、「フランス自動車クラブ・グランプリ (Grand Prix de l'Automobile Club de France)」を開催することを決定した。

### サーキット

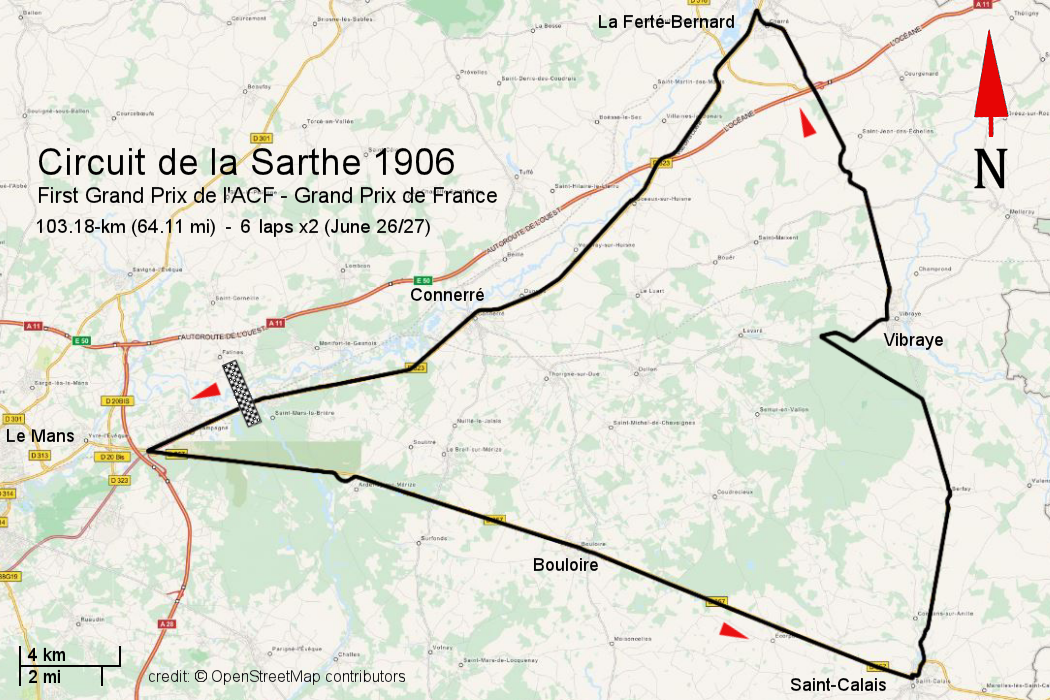
グランプリの舞台となったサルト・サーキットのコース図

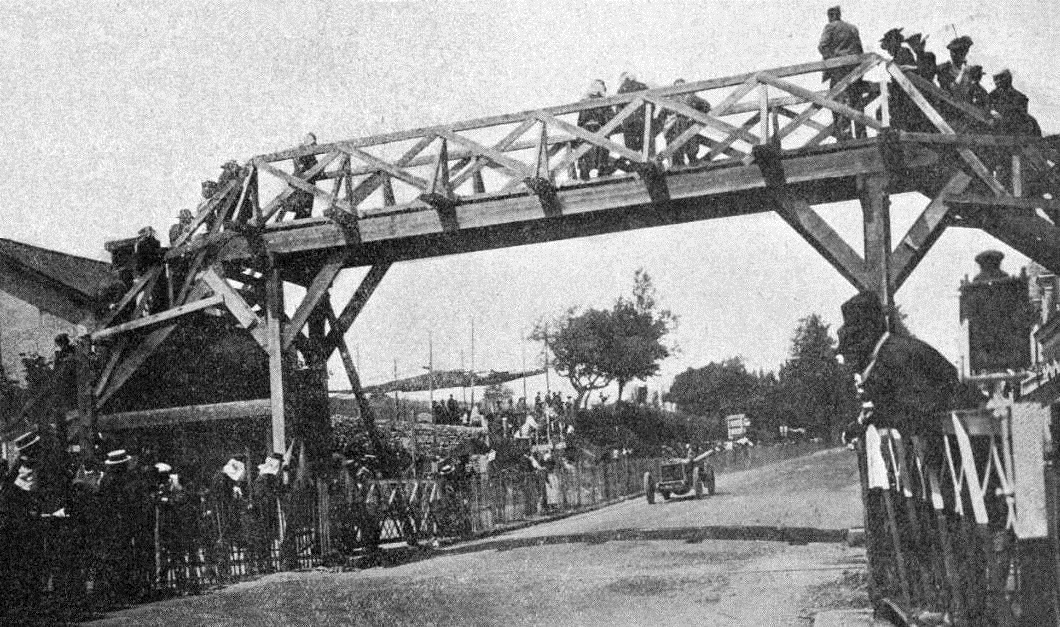
コースの各所には防護柵や歩道橋が設置された。

ル・マンの市議会と当地のホテル経営者は、共同でグランプリレースへの資金提供をACFにオファーし、それを受けたACFはル・マン近郊をグランプリの開催地とすることを決定した。開催の決定を受け、サルト自動車クラブ（ACOの前身）は全長103.18-キロメートル (64.11 mi)の公道コースを考案した。ル・マン周辺の畑と森を駆け抜けるこのコースは、当時の大多数のサーキットの例に漏れず三角形のレイアウトをとっていた。グランプリは、2日間でこのサーキットを12周（1日当たり6周）して行われ、レースの総走行距離は1,238.16キロメートル (769.36 mi)となっていた。
当時の自動車レースではコースに近づきすぎた観客が死傷する事故が続発していたため、ACFは全長65キロメートル (40 mi)にわたる防護柵をサーキットの要所要所に設置し、観客の安全を確保した。サーキットにはコースを横切る歩道橋もいくつか設置され、スタート/フィニッシュ地点であるモンフォール＝ル＝ジェスノワには2000席の観客席を持つ屋根付きグランドスタンドが建設された。グランドスタンドの反対側にはピットが設けられ、そこで各チームは競技車両の整備を行うことができた。グランドスタンドとピットはコースの地下を横切るトンネルで往来できるようになっていた。公道本来の舗装では競技車によって路面が剥がれて跳ね上げられ、パンクなどの問題が発生することが予想されたため、ACFはコースの全長をタールによって舗装した。それでも練習走行中にいくつかのコーナーで路面が壊れたため、適宜タール舗装が追加で行われた。

### 出場メーカー
このレースにはフランスからオチキスやルノー、パナールなど10社の自動車メーカーが参加したほか、イタリアからもフィアットとイターラの2社が、ドイツからは1社（メルセデス）が参加した。ほとんどのメーカーが各3台の車を出場させ、総出場台数は34台となった。一方で、イギリスおよびアメリカの自動車メーカーは参加しなかった。イギリス人たちはこのイベントがフランス自動車産業のためのプロパガンダとして利用されることを疑っており、イギリスの自動車雑誌『ザ・モーター』はフランス側にスポーツマンシップが欠如していることの証拠として、フランス紙『ル・プティ・パリジャン』の記述を引用した。
ACFは出場車両に1,000キログラム (2,205 lb)の最大重量制限を課した（車両重量とは別に点火装置用のマグネトーまたはダイナモの重量として最大7キログラム (15 lb)が認められていた）。燃費にも規定があり、使用可能な燃料は走行距離100キロ当たり最大30キログラムに制限されていた。出場車は全車4気筒エンジンを搭載していたが、エンジン排気量は最小はGrégoireの7433 ccから、最大はパナールの1万8279 ccまで様々だった。排気によって路面からダストが舞い上がるのを避けるため、各車の排気管は上方に向けて伸ばされていた。
各チームにタイヤを供給したのはミシュラン、ダンロップ、コンチネンタルの3メーカーだった。ミシュランはこのグランプリに "jante amovible" と呼ばれる新型リム（タイヤがあらかじめ取り付けてある着脱可能なリム）を持ち込み、パンク時のタイヤ交換に要する時間を大幅に短縮した。ゴードン・ベネット・カップとは異なり、グランプリではレース中、ドライバーと同乗メカニック以外に競技車両に触れることは許されなかったため、ミシュランの新型リムを使用することは大きなアドバンテージになり得た。旧来のタイヤ交換ではナイフで古いタイヤを切り離す必要があり、15分程度の時間を要したが、新型リムを用いたタイヤ交換は4分以内に完了することができた。フィアット車は4輪すべてに新型リムを使用した。ルノー車と2台のクレメント・バイヤード車は後輪にのみ新型リムを使用した。新型リム１つにつき、通常のリムと比べて9キログラム (20 lb)の重量が追加された。イターラやパナールなどの車両は最大重量制限を超過するため新型リムを使用できなかった。
イベント名にはフランス語で「大賞」を意味する「グランプリ (Grand Prix)」の語が使われたが、これはレース優勝者に与えられる賞金の4万5000フランを指していた。

## レース展開

### 1日目

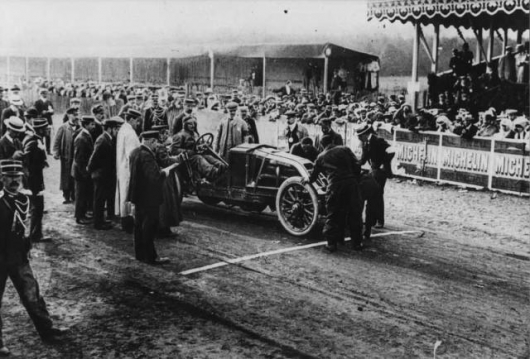
モンフォール＝ル＝ジェスノワに置かれたスタート地点の様子

サーキット周辺の公道はレース当日の午前5時に閉鎖された。スタート順を決めるため、13チームの間でくじ引きが行われ、各チームに1つの番号が割り当てられた。さらに、各チームの3台の車両それぞれに "A, B, C" の記号が割り当てられた。モンフォール＝ル＝ジェスノワのスタート地点では、各チームの "A" と "B" の車がスタートラインの前に2列に並べられ、"C" の車はその後方のコース脇に1列に並べられた。各車は午前6時00分から90秒間隔で1台ずつ、くじで決められた順番通りにスタートした。フェルナン・ガブリエル（Fernand Gabriel）が乗るロレーヌ＝ディートリッヒは "1A" の車両であり、最初にスタートするはずであったが、ガブリエルは発進前にエンジンをストールさせ、エンジンの再始動に手間取ったため、直後に並んでいたヴィンチェンツォ・ランチアが乗る "2A" のフィアットが代わりに先頭でスタートした。ランチアに続いて、ルノーのエースドライバーであるフェレンク・シスの "3A" の車両がスタートを切った。34台の出場車両中、レースをスタートすることができたのは32台だった。最後尾の車両である "13C" のクレメント・バイヤードは午前6時49分30秒にスタートした。
スタート直後に最速だったのはイターラに乗るモーリス・ファブリー (Maurice Fabry) であり、最初の1キロを43.4秒で駆け抜けた。最初の1周で最速だったのはブラジエに乗るポール・バラスであった。バラスは1周目に52分25.4秒のラップタイムを記録してコース上の3番手に浮上し、タイム上では首位に立った。フェルナン・ガブリエルは1周目にサン＝カレ (Saint-Calais) の近郊で車の故障からコントロールを失い、リタイアを強いられた。バラスは2周目も首位を守ったが、3周目にはルノーのシスにかわされ2位に後退した。

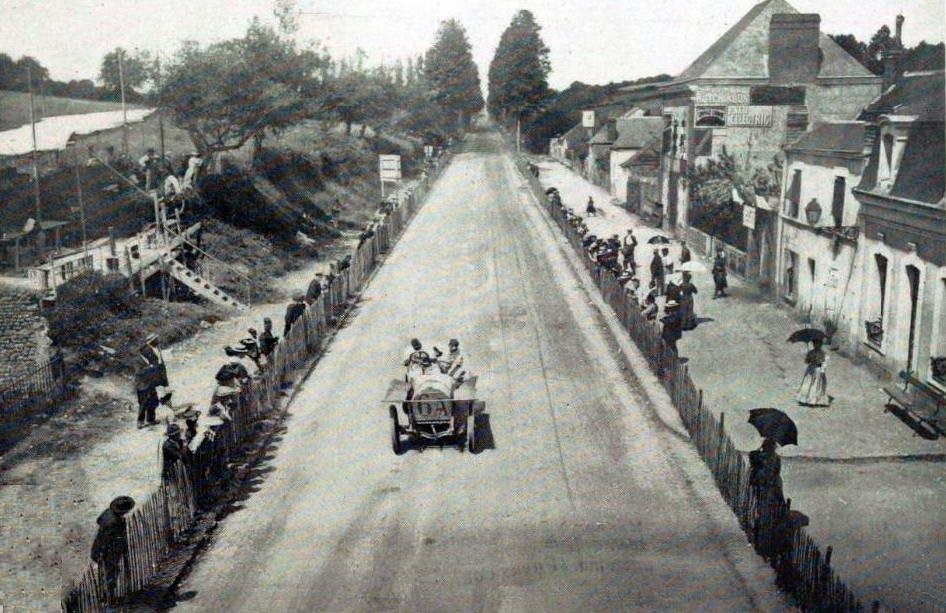
サン＝カレに向かう直線区間を走行するカミーユ・ジェナッツィのメルセデス

日が昇り気温が上がるにつれ、舗装に使われていたタールは溶け始めた。溶けたタールは車輪ではね上げられてドライバーと同乗メカニックの顔面にかかり、ゴーグル内に浸入して目の炎症を引き起こした。ルノーに乗るJ. エドモン (J. Edmond)のゴーグルは壊れており、多量のタールが目に入ってほとんど前が見えなくなった。エドモンはピットに入ってゴーグルを交換しようとしたが、レース中の備品の交換はルール違反であるとされて認められなかった。ドライバーの交代も禁止されていたため、エドモンドはそのままコースに戻り、2周後にリタイヤした。
フィアットに乗るアルド・ウェイルショット (Aldo Weilschott) は、3周目の時点では14位だったが、5周目の開始時には3位まで順位を上げていた。しかしウェイルショットは5周目のヴィブレイ (Vibraye) の近郊でコースアウトを喫し、リタイヤを強いられた。シスは3周目にバラスから首位を奪うと、そのまま順位を譲らずに初日の走行を終えた。シスが記録したタイムは5時間45分30秒04であった。首位から26分遅れの2位につけたのはクレメント・バイヤードに乗るアルベール・クレメントであり、クレメントから15分遅れの3位はフィアットに乗るフェリーチェ・ナザーロだった。レース初日に完走を果たしたのは計17台の車両であり、最下位は8時間15分55秒0のタイムを記録したロレーヌ＝ディートリッヒに乗るアンリ・ルージエだった。夜間にチームやドライバーが車両に変更を加えることを避けるため、レース2日目に出走する車両は全車パルクフェルメに隔離・保管され、フランス自動車クラブのメンバーによって翌朝まで監視された。

### 2日目

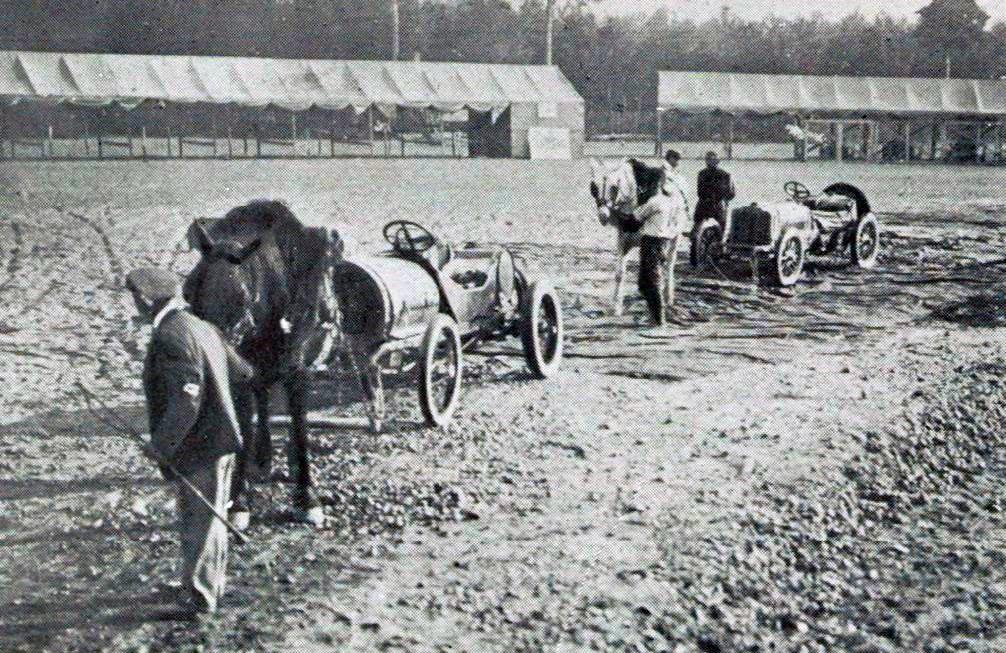
競技車を牽引するウマ

初日の走行で各車が記録したタイムは、そのまま2日目のスタート時間となった。シスは前日に5時間45分を記録したため、レース2日目を午前5時45分にスタートした。同様に、クレメントは午前6時11分に、ナザーロは午前6時26分にそれぞれレースをスタートした。各車をパルクフェルメからスタート位置まで牽引したのは、エンジンの爆音に慣らされたウマだった。ドライバーとメカニックはレース中以外に車両への作業を許可されていなかったため、シスとクレメントは2日目が開始されるとそのままピットに直行し、タイヤ交換と車両の整備を行った。ピットでのクレメントの作業はシスよりも早く終了した。一方で、3位のナザーロはピットストップを行わなかった。結果的に、クレメントはシスとのタイム差を縮め、ナザーロはクレメントとのタイム差を縮めた。
カミーユ・ジェナッツィとヴィンチェンツォ・ランチアの2人は初日の走行によって目の不調をきたしており、2日目を前にレースからリタイヤし、各々のリザーブドライバー（控えの運転手）と交代することを決めていた。ジェナッツィは無事に "バートン" ("Burton") と交代することができたが、ランチアのリザーブドライバーはスタート予定時間になっても現場に見当たらず、ランチアは洋服姿のままで2日目のレースを開始することを強いられた。
全出場者で唯一ゴブロン＝ブリリエに乗るルイ・リゴリーは７周目にラジエーター故障でリタイヤを強いられた。初日を4位で終えたオチキスに乗るエリオット・シェパードは、8周目にサン＝カレ近郊でコースアウトを喫したが大事には至らず、レースを続けることができた。しかし同じ８周目にホイール故障が発生し、シェパードの車はコース脇の土手に激突してリタイヤとなった。パナールに乗るジョルジュ・テス (Georges Teste) とルノーに乗るクロード・リシェ (Claude Richez) は2日目の序盤にクラッシュを喫してリタイヤした。
2周目の終了時、2位のクレメントは3位のナザーロに23分のタイム差をつけていた。しかし1周後にはその差は3分まで縮まっていた。ナザーロは10周目にクレメントをコース上でかわして2位に浮上したが、その直後に給油のためピットストップを行い、その間にクレメントが順位を取り戻した。コースに戻ったナザーロは再びクレメントを追い抜き、最終周の開始時には1分弱まで差を広げていた。

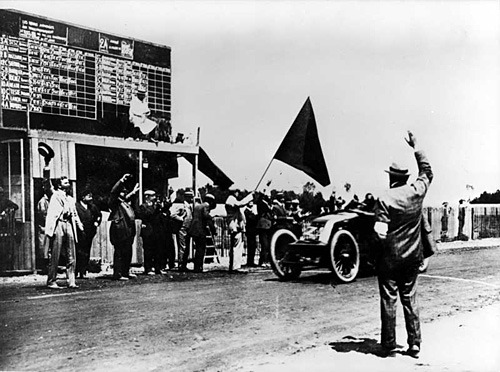
優勝者フェレンク・シスのルノーがゴールする瞬間

10周目、シスが乗るルノーの後輪サスペンションに故障が発生したが、シスはその時点で2位を30分以上引き離しており、ダメージを気遣いつつ慎重にレースを続行した。シスは首位を保ったまま最終周に突入し、フィニッシュラインで優勝者に振られる黒旗を受けた。シスの記録した2日間の合計タイムは「12時間12分07秒0」だった。レース中、シスが直線で記録した154キロメートル毎時 (96 mph)の最高速度は他のどのドライバーよりも速かった。ナザーロはシスから32分遅れの2位に入った。そこから3分遅れの3位にはクレメントが入った。4位はブラジエに乗るジュール・バリリエであり、それに続いてヴィンチェンツォ・ランチアと、パナードに乗るジョージ・ヒースがフィニッシュした。バラスは初日の1周目にレース全体の最速ラップタイムを記録したが、最終順位は7位に終わった。完走者の中での最下位は11位でフィニッシュしたメルセデスに乗る "マリオー" ("Mariaux") であり、シスからは4時間以上遅れていた。2日目の最速ラップタイム（53分16秒4）を記録したアンリ・ルジェはパンクにより10周目にリタイヤした。
ダラックに乗るルネ・アンリオ、ヴィクトル・エメリ、ルイ・ワグナーの3名はエンジン故障によってリタイヤした。ゴブロン＝ブリリエに乗るリゴリーと、グレゴワールに乗るグザヴィエ・シヴェリ・ド・ボッシュ (Xavier Civelli de Bosch)、イターラに乗るアレッサンドロ・カーニョはラジエーター故障に見舞われた。エリオット・シェパードとユベール・ル・ブロン、ピエール・ド・カテール、A. ヴィルメン (A. Villemain)、ヴィンチェンツォ・フローリオはいずれもホイールの破損によってリタイヤを強いられた。フェルナン・ガブリエルと "ドゥ・ラ・トゥルブル" ("De la Touloubre")、アンリ・タール (Henri Tart) はその他のメカニカルトラブルに見舞われた。モーリス・ファブリー、アルド・ウェイルショット、ジョルジュ・テス、クロード・リシェ、ジャック・サルロンは事故による車両へのダメージでリタイヤを強いられた。ルノーに乗るJ. エドモンは負傷が原因でリタイヤした唯一のドライバーだった。

## レース後

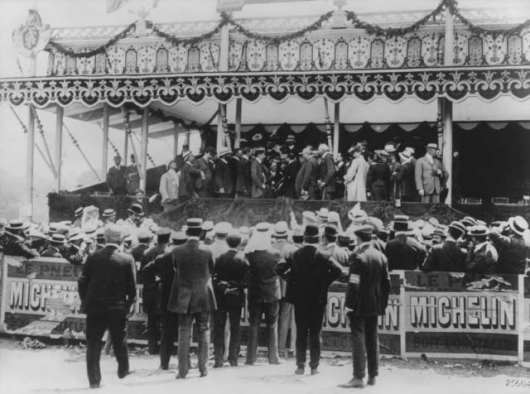
レース後の表彰式

レース終了後、1位から3位までのドライバーはグランドスタンドに導かれ、そこでトロフィーを授与された。優勝者のシスはインタビューを受け、レースの最終局面で自身が感じていた「不安」について語り、「確信していた勝利が些細なことで奪われるのではないかと恐れていた」と述べた。優勝によってルノーが得た名声は販売成績の向上に結びつき、1906年に約1600台だったルノー車の年間販売台数は1907年には3000台以上に、1908年には4600台以上に増加した。
一方で、グランプリは主催者やメディアからは否定的に評価された。レース内容の評判が悪かった要因として、レース距離が長過ぎたこと、各車のスタートが90秒間隔とされたことにより、コース上でのバトルが非常に少なくなったことなどが指摘されている。主催者のフランス自動車クラブ（ACF）はグランプリを評して、レース中に車両に触れられるのがドライバーと同乗メカニックだけとされていたことにより、彼らへの負担があまりにも大きくなっていたと振り返った。
否定的な反響にもかかわらず、ACFは翌1907年に再びグランプリを開催することを決定した。ACF主催のグランプリが大きな注目を集めたことに影響を受け、ドイツの自動車団体は自国でも同様のイベントを開催することを決定し、1907年にはドイツグランプリの前身となる「カイザープライズ」が初開催された。1901年にポーで開催された自動車レースが、優勝者に与えられるタイトルとして「グランプリ・ド・ポー (Grand Prix de Pau)」を設定した例はあったが、1906年にル・マンで開催された「ACFグランプリ」は国際的自動車レースとして初めて「グランプリ」を名乗ったイベントであり、一般的に「史上初のグランプリ ("the first Grand Prix")」として知られている。

## レース結果

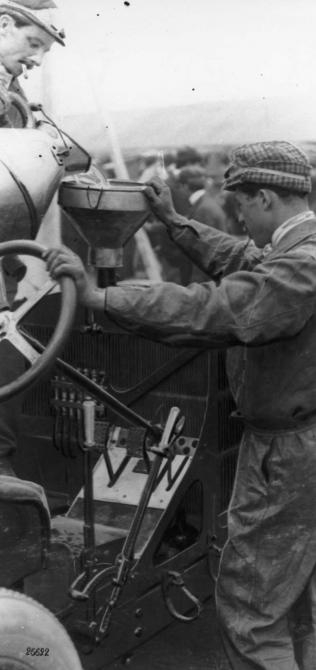
ピットインしたフェレンク・シスと同乗メカニックがラジエーターの冷却水を補給する様子

| 1       | 3A  | フェレンク・シス (HUN)                                                             | ルノー                   | 12 | 12:14:07.4                 |
| 2       | 2B  | フェリーチェ・ナザーロ (ITA)                                                       | フィアット               | 12 | +32:19.4                   |
| 3       | 13A | アルベール・クレメント (FRA)                                                       | クレメント・バイヤード   | 12 | +35:39.2                   |
| 4       | 5B  | ジュール・バリリエ (FRA)                                                           | ブラジエ                 | 12 | +1:38:53.0                 |
| 5       | 2A  | ヴィンチェンツォ・ランチア (ITA)                                                   | フィアット               | 12 | +2:08:04.0                 |
| 6       | 10A | ジョージ・ヒース (USA)                                                             | パナール                 | 12 | +2:33:38.4                 |
| 7       | 5A  | ポール・バラス (FRA)                                                               | ブラジエ                 | 12 | +3:01:43.0                 |
| 8       | 1C  | アルチュール・デュレイ (BEL)                                                       | ロレーヌ＝ディートリッヒ | 12 | +3:11:54.6                 |
| 9       | 5C  | "ピエリー"（ギャビー・ユゲ） (FRA)                                                 | ブラジエ                 | 12 | +4:01:00.6                 |
| 10      | 6A  | カミーユ・ジェナッツィ (BEL) "バートン"（ジョセフ・バートン＝アレグザンダー） (UK) | メルセデス               | 12 | +4:04:35.8                 |
| 11      | 6B  | "マリオー" (FRA)                                                                   | メルセデス               | 12 | +4:34:44.4                 |
| Ret     | 1B  | アンリ・ルジェ (FRA)                                                               | ロレーヌ＝ディートリッヒ | 10 | パンク                     |
| Ret     | 3C  | クロード・リシェ (FRA)                                                             | ルノー                   | 8  | 事故                       |
| Ret     | 12C | エリオット・シェパード (USA)                                                       | オチキス                 | 7  | ホイール                   |
| Ret     | 4A  | ヴィクトル・エメリ (FRA)                                                           | ダラック                 | 7  | エンジン                   |
| Ret     | 7A  | ルイ・リゴリー (FRA)                                                               | ゴブロン＝ブリリエ       | 7  | ラジエーター               |
| Ret     | 10C | ジョルジュ・テス (FRA)                                                             | パナール                 | 6  | 事故                       |
| Ret     | 3B  | J. エドモン (FRA)                                                                  | ルノー                   | 5  | ドライバーの負傷           |
| Ret     | 2C  | アルド・ウェイルショット (DEU)                                                     | フィアット               | 5  | 事故                       |
| Ret     | 6C  | ヴィンチェンツォ・フローリオ (ITA)                                                 | メルセデス               | 5  | ホイール                   |
| Ret     | 13B | A. ヴィルマン (FRA)                                                                | クレメント・バイヤード   | 4  | ホイール                   |
| Ret     | 12A | ユベール・ル・ブロン (FRA)                                                         | オチキス                 | 4  | ホイール                   |
| Ret     | 10B | アンリ・タール (FRA)                                                               | パナール                 | 4  | サスペンション             |
| Ret     | 13C | "ドゥ・ラ・トゥルブル" (FRA)                                                       | クレメント・バイヤード   | 3  | ギヤボックス               |
| Ret     | 12B | ジャック・サルロン (FRA)                                                           | オチキス                 | 2  | 事故                       |
| Ret     | 4B  | ルイ・ワグナー (FRA)                                                               | ダラック                 | 2  | エンジン                   |
| Ret     | 8A  | アレッサンドロ・カーニョ (ITA)                                                     | イターラ                 | 2  | ラジエーター               |
| Ret     | 8C  | ピエール・ド・カテール (BEL)                                                       | イターラ                 | 1  | ホイール                   |
| Ret     | 1A  | フェルナン・ガブリエル (FRA)                                                       | ロレーヌ＝ディートリッヒ | 0  | ラジアスロッド             |
| Ret     | 8B  | モーリス・ファブリー (FRA)                                                         | イターラ                 | 0  | 事故                       |
| Ret     | 9B  | グザヴィエ・シヴェリ・ド・ボッシュ (FRA)                                           | Grégoire                 | 0  | ラジエーター               |
| Ret     | 4C  | ルネ・アンリオ (FRA)                                                               | ダラック                 | 0  | エンジン                   |
| DNS     | 9A  | フィリップ・タヴェノー (FRA)                                                       | グレゴワール             |    | スタートせず               |
| DNS     | 11A | マリウス・バリオー (FRA)                                                           | Vulpes                   |    | 重量超過によりスタート不可 |
| Source: |     |                                                                                    |                          |    |                            |